# (7138) 1994 AK15
(7138) 1994 AK15 là một tiểu hành tinh vành đai chính. Nó được phát hiện bởi Seiji Ueda và Hiroshi Kaneda ở Kushiro, Hokkaidō, Nhật Bản, ngày 15 tháng 1 năm 1994.